# Сулиця (Болгарія)
Су́лиця (болг. Сулица) — село в Старозагорській області Болгарії. Входить до складу общини Стара Загора.

## Населення
За даними перепису населення 2011 року у селі проживали 145 осіб, з них 140 осіб (97,2%) — болгари.
Розподіл населення за віком у 2011 році:
Динаміка населення: